# 赤字
赤字，意即入不敷出。财政赤字，即政府的支出額度比收入的部分多，多花的这一部分預算，就会随着國庫的支出流入國內社会当中；贸易赤字，即进口總額比出口總額多，又稱入超，多花的这一部分錢，就随着国际贸易流入国际社会当中。該词於日本大正年間到昭和初期開始流行，後來流傳至中國。

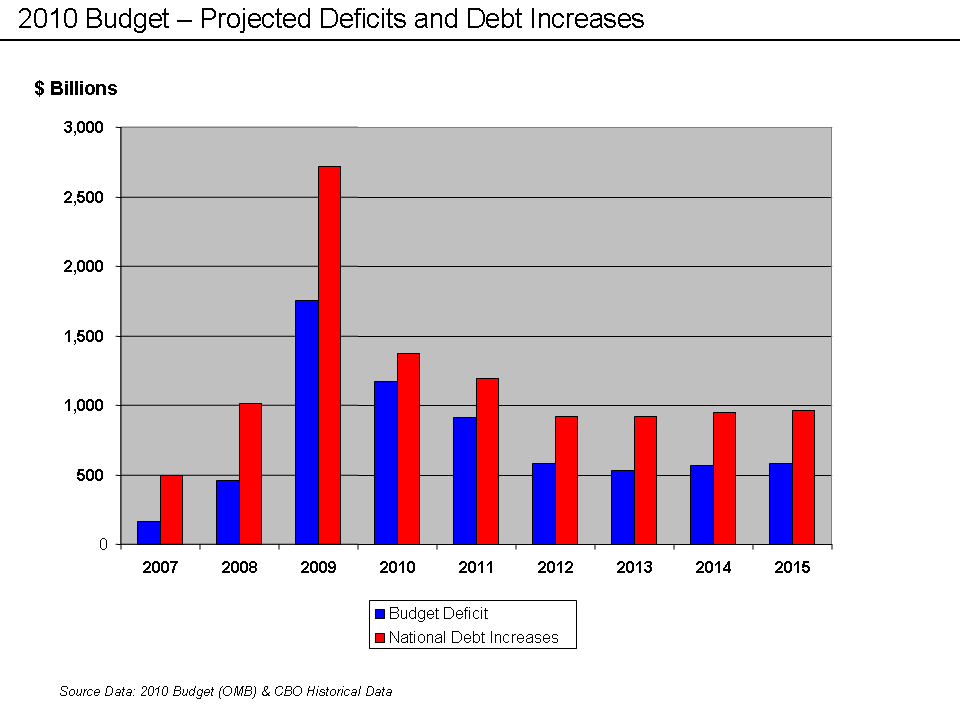
2010年度美國赤字與國債關係